# Raphiglossa bytinskii
Raphiglossa bytinskii är en stekelart som beskrevs av Giordani Soika 1974. Raphiglossa bytinskii ingår i släktet Raphiglossa och familjen Eumenidae. Inga underarter finns listade i Catalogue of Life.